# Non Muang Kao
Non Muang Kao (thailändisch เนินเมืองเก่า, RTGS Noen Mueang Kao, „Anhöhe der alten Stadt“) ist ein archäologischer Fundplatz in der Provinz Nakhon Ratchasima in Thailand.

## Lage und Grabungsgeschichte
Non Muang Kao liegt im Amphoe Non Sung, Provinz Nakhon Ratchasima, in Nordost-Thailand (Isan). Der Platz erstreckt sich auf einer Fläche von rund 55 ha, auf der sich zwei Anhöhen befinden.
1906 besuchte Prinz Damrong Rajanubhab die Gegend und sprach auf seinem Weg nach Bua Yai am 19. Dezember mit Einwohnern von Ban Don Phlong. Er erfuhr dabei von Non Muang Kao, wo sie alte Tonscherben entdeckt hatten. Erste Grabungen fanden im Jahr danach unter der Leitung von Etienne Lunet de Lajonquière statt. Dougald O’Reilly und Charles Higham führten 1996/97 weitere Untersuchungen durch.

## Funde
Dougald O’Reilly fand auf der Anhöhe auf Anhieb Löcher für Holzpfosten, wie sie für traditionelle thailändische Häuser benutzt werden. Des Weiteren wurden Gräber gefunden, die in einer Linie lagen und von einer dünnen Schicht Mörtel oder Putz bedeckt und mit Körnern von Reis gefüllt waren. Die Bestatteten trugen Ohrringe aus Bronze und hatten Kugeln aus Glas und Achat sowie dünnwandige Tongefäße bei sich, die man als schwarze Tonware aus Phimai identifizierte. Die Radiokohlenstoffdatierung deutet auf eine Besiedlung zwischen dem Beginn unserer Zeitrechnung und dem Jahr 400 hin.